# Куртанидзе, Коба
Коба Куртанидзе (13 октября 1964 или 13 октября 1963, Гори — 6 декабря 2005, Гори) — советский грузинский дзюдоист, многократный чемпион СССР (1985—1991 годы), чемпион и призёр чемпионатов мира среди студентов, чемпион Универсиады, чемпион и призёр чемпионатов Европы, чемпион мира, заслуженный мастер спорта СССР (1990).

## Спортивные результаты
- Чемпионат СССР по дзюдо 1985 года — ;
- Чемпионат СССР по дзюдо 1986 года — ;
- Чемпионат СССР по дзюдо 1987 года — ;
- Чемпионат СССР по дзюдо 1988 года — ;
- Чемпионат СССР по дзюдо 1989 года — ;
- Чемпионат СССР по дзюдо 1990 года — ;
- Чемпионат СССР по дзюдо 1991 года — ;

## Гибель
В июле 1999 года он с друзьями ехал в Ахалгори. На джип, в котором они ехали, напала банда из шести человек. Автомобиль был угнан. Куртанидзе выпрыгнул из машины и получил тяжёлые травмы. Проходил лечение в Гори. Скончался после 6-летнего пребывания в коме.